# Sammy Hebert
Samuel James Hebert (* 31. März 1893 in Ottawa, Ontario; † 23. Juli 1965 ebenda) war ein kanadischer Eishockeytorwart, der während seiner aktiven Karriere zwischen 1910 und 1924 unter anderem für die Toronto Arenas und Ottawa Senators in der National Hockey League spielte.

## Karriere
Hebert spielte zunächst für die Teams aus seiner Geburtsstadt Ottawa, ehe er 1913 in den Profibereich zu den Toronto Ontarios in die National Hockey Association wechselte. Durch mehrere Transfergeschäfte landete er im Laufe der Jahre bei den Ottawa Senators, Canadiens de Montréal – für die er allerdings nicht spielte – und Quebec Bulldogs. Allesamt waren ebenfalls in der NHA aktiv.
Zur Saison 1917/18 schloss sich der Torwart den Toronto Arenas aus der neu gegründeten National Hockey League an. Im Kader Torontos sorgte Hebert für ein NHL-Novum, als er am 11. Februar 1918 als erster Spieler der NHL-Geschichte Teil eines Transfergeschäfts war. Gegen eine nicht bekannte Summe wurde er an die Ottawa Senators verkauft, für die er allerdings erst wieder in der Saison 1923/24 Spiele bestritt. Die Arenas gewannen anschließend den Stanley Cup der Saison 1917/18, wobei der Kanadier heute offiziell zum Siegerteam gezählt wird, obwohl er nicht mehr in deren Kader stand. Hebert verbrachte die folgenden Jahre in der Ottawa City Hockey League und der Western Canada Hockey League, wo er zwischen 1921 und 1923 für die Saskatoon/Moose Jaw Crescents bzw. Saskatoon Sheiks spielte. Seine Karriere ließ er in der Spielzeit 1923/24 bei den Senators in Ottawa ausklingen.

## Erfolge und Auszeichnungen
- 1918 Stanley-Cup-Gewinn mit den Toronto Arenas

## NHL-Statistik
(Legende zur Torhüterstatistik: GP oder Sp = Spiele insgesamt; W oder S = Siege; L oder N = Niederlagen; T oder U oder OT = Unentschieden oder Overtime- bzw. Shootout-Niederlage; Min. = Minuten; SOG oder SaT = Schüsse aufs Tor; GA oder GT = Gegentore; SO = Shutouts; GAA oder GTS = Gegentorschnitt; Sv% oder SVS% = Fangquote; EN = Empty Net Goal; 1 Play-downs/Relegation; Kursiv: Statistik nicht vollständig)